# Видрио, Мануэль
Мануэль Видрио (исп. Manuel Vidrio Solís; родился 23 августа 1972 года в Халиско, Мексика) — мексиканский футболист, центральный защитник. Известен по выступлениям за мексиканские «Гвадалахару» и «Пачуку». Участник чемпионата мира 2002 года, а также Олимпийских игр 1992 года в Барселоне.

## Клубная карьера
Видрио воспитанник футбольной академии «Гвадалахары». 15 сентября 1991 года в матче против «Коррекаминьос УАТ», Мануэль дебютировал в мексиканской Примере. Защитник завоевал место основного футболиста в сезоне Клаусуры 1992 года. Видрио провел в составе Гвадалахары 5 сезонов, но этот период пришёлся на кризис команды, поэтому в составе «Чиваса» Видрио не выиграл ни одного трофея.
В 1996 году защитник перешёл в «Толуку» из которой ушёл в 1997 году в команду из Гвадалахары «Эстудиантес Текос». В новом клубе у Видрио возникли сложности с попаданием в состав и адаптацией. Фанаты «Гвадлахары» также напоминали о предательстве цветов родной команды, поэтому в 1999 году Мануэль заключил контракт с «Пачукой». В составе нового клуба защитник быстро обрел былую форму и в 2001 году выиграл свой первый чемпионат Мексики.
Летом 2002 году бывший наставник национальной команды и «Пачуки», Хавьер Агирре стал тренером испанской «Осасуны», куда и пригласил Видрио. 1 сентября того же года в матче против «Вильяреала», Мануэль дебютировал в Ла Лиге. 15 сентября в поединке «Депортиво Ла-Корунья» он забил свой первый и единственный гол. Во второй половине сезона Мануэль потерял место в основе и принял участие всего в 5 встречах. Летом 2003 года он вернулся в «Пачуку». В первом же сезоне Видрио показал уверенную игру, но уже в следующем его начали преследовать травмы и он лишился места в составе. В 2006 году он перешёл в «Веракрус», но провел всего 5 матчей за клуб, после чего принял решение завершить карьеру футболиста.

## Международная карьера
В 1993 году Видрио дебютировал в сборной Мексики. Годом ранее он выступал за олимпийскую национальную команду на Олимпийских играх в Барселоне, но мексиканцы не смогли выйти из группы. В 1995 году он выиграл бронзовые медали Кубка Конфедераций в составе сборной.
В 2001 году Видрио был в составе команды на Кубке Америки, где сборная Мексики уступила в финале хозяевам турнира колумбийцам. 23 августа того де года в товарищеском матче против сборной Либерии, Видрио забил свой первый и единственный гол за национальную команду. Через год, тренер «ацтеков» Агирре взял защитника на Чемпионат Мира в Японии и Южной Корее, где Мануэль принял участие в матчах против сборных Хорватии, Эквадора, Италии и США.

### Голы за сборную Мексики
| #  | Дата            | Место             | Противник | Результат | Соревнование      |
| -- | --------------- | ----------------- | --------- | --------- | ----------------- |
| 1. | 23 августа 2001 | Веракрус, Мексика | Либерия   | 5:4       | Товарищеский матч |

## Достижения
Клубные
 «Пачука»
- Чемпионат Мексики по футболу — 2001

Международные
 Мексика
- Кубок Америки по футболу — 2001
- Кубка Конфедераций — 1995
- Участник чемпионата мира 2002 года
- Участник Олимпийских игр 1992 года